# Jocelyn Quivrin
Jocelyn Quivrin (14. únor 1979, Dijon, Francie – 15. listopad 2009, Saint-Cloud, Francie) byl francouzský herec.

## Dětství a studium
Narodil se v Dijonu, do rodiny významného lékaře. Studoval film na škole Hectora Berlioze ve Vincennes a poté absolvoval ve filmu a literatuře na škole v Nanterre. Několik let působil v divadelních hrách a neustále navštěvoval herecké kurzy.

## Kariéra
V mládí přišla první role, když si zahrál Vévodu z Anjou ve filmu Rogera Planchona, Louis, enfant roi. V roce 1993 se film ukázal na festivalu v Cannes, kde byl Quivrin představen svému prvnímu agentovi.
V následujících letech se objevil v několika filmech po boku velkých herců. V roce 1999 si zahrál ve filmu Možná s Jeanem-Paulem Belmondem, v roce 2005 hrál ve filmu Říše vlků s Jeanem Renem a v roce 2007 s Tchéky Karyem a Gaspardem Ullielem ve filmu Zkáza zámku Herm. Zajímavostí v tomto filmu může být to, že Quivrinovu dceru zde hraje Bojana Panić, která je ve skutečnosti mladší jen o 6 let, než sám Quivrin.
Ke kriticky nejúspěšnějším filmům, ve kterých se objevil, patří film Lautrec z roku 1998, LOL z roku 2009 se Sophie Marceau a především pak Syriana z roku 2005, která získala několik nominací na Oscara a kde si zahrál po boku takových herců, jakými jsou George Clooney, Matt Damon, Amanda Peet, Christopher Plummer nebo Chris Cooper.

## Nehoda
15. listopadu 2009 zahynul Quivrin při autonehodě nedaleko Paříže, když nezvládl ve vysoké rychlosti a za deště uřídit u tunelu Saint-Cloud svůj malý automobil Ariel Atom.

## Rodina
Quivrinovou dlouholetou partnerkou byla herečka Alice Taglioni, se kterou se seznámil při natáčení filmu Grande école. V březnu 2009 se jim narodil syn Charlie.